# Font Awesome
Font Awesome je sada fontů a ikon založená na CSS a LESS, jejím autorem je Dave Gandy. Původní užití bylo omezeno na Twitter Bootstrap, později byl Font Awesome začleněn do veřejné sítě pro doručování obsahu BootstrapCDN. Podíl Font Awesome na trhu mezi weby, které na své platformě používají skripty písem třetích stran, činí 20 %, a řadí jej tak na druhé místo za Google Fonts.
Poslední verze Font Awesome, verze 5, byla vydána 7. prosince 2017 s 1 278 ikonami. Verze 5 je dodávána ve dvou balíčcích: Font Awesome Free a proprietární Font Awesome Pro (k dispozici za poplatek). Bezplatné verze (všechna vydání až po verzi 4 a bezplatná verze 5) jsou k dispozici pod licencí SIL Open Font License 1.1, Creative Commons Attribution 4.0 a MIT License.